# John Taylor
John Taylor (Cúmbria, Inglaterra, 1 de novembro de 1808 — Kaysville, Utah, Estados Unidos, 25 de julho de 1887) foi um líder religioso inglês, terceiro presidente de A Igreja de Jesus Cristo dos Santos dos Últimos Dias de 1880 a 1887.

## Vida
John Taylor nasceu em Milnthorpe, Westmorland (agora parte de Cúmbria), Inglaterra, filho de James Taylor e Agnes Taylor. Ele tinha escolaridade até à idade de catorze anos, e depois serviu em um estágio inicial para um cooper tendo recebido mais tarde formação como woodturner e marceneiro. Ele foi batizado em A Igreja de Jesus Cristo dos Santos dos Últimos Dias ainda na Inglaterra, mas passou a frequentar a Igreja Metodista aos dezesseis anos. Ele foi nomeado pregador leigo um ano mais tarde na mesma igreja, e sentiu um chamado para pregar nos Estados Unidos. Os pais e irmãos de Taylor emigraram para o Canadá Superior (atual Ontário) em 1830. John permaneceu na Inglaterra, para alienar a propriedade da família e juntou-se a sua família em Toronto em 1832. Encontrou-se com Leonora Cannon quando esteve na Ilha de Man participando de uma convenção da Igreja Metodista e, apesar de inicialmente rejeitar a sua proposta, casou-se com ela em 28 de janeiro de 1833. 
Entre 1834 e 1836, John e Leonora Taylor participaram de um grupo de estudos religiosos em Toronto. O grupo discutiu os problemas e as preocupações com a sua fé metodista, e rapidamente se tornou conhecido como "Dissidentes". Outros membros incluíam Joseph Fielding Smith e suas irmãs, que mais tarde também se tornaram proeminentes adeptos da doutrina do mormonismo. 